# Amarok (album, Mike Oldfield)
Amarok je dvanácté studiové album britského multiinstrumentalisty Mika Oldfielda. Bylo vydáno v létě 1990 (viz 1990 v hudbě) a v britském žebříčku prodejnosti hudebních alb se dostalo nejlépe na 49. místo.
Na albu Amarok se nachází jediná, hodinu dlouhá stejnojmenná, téměř zcela instrumentální skladba (na LP desce byla samozřejmě rozdělena na dvě přibližně stejně dlouhé části). Pro nahrání Amaroku použil Oldfield klasické „reálné“ nástroje (jak akustické, tak elektronické). Takže zatímco na jeho předchozím albu Earth Moving byly použity prakticky výhradně syntezátory, Amarok pouze s jejich minimálním přispění. Pro toto album jsou typické časté a rychlé změny rytmů, melodií i použitých nástrojů (včetně mnoha zcela nehudebních zvuků: čištění zubů apod.).
V době vydání Amaroku nebyly vztahy mezi Oldfieldem a vydavatelstvím Virgin Records (respektive jeho majitelem Richardem Bransonem) příliš dobré. Branson totiž Oldfielda tlačil do vydání Tubular Bells II, hudebník však místo toho nahrál Amarok, který byl od Tubular Bells naprosto odlišný (přirovnat by se dal spíš k albu Ommadawn; Tubular Bells II vydal Oldfield až po odchodu od Virginu). Hudba byla rozdělená do 48 sekcí a zaranžovaná tak, aby se žádná část nedala použít jako singl. Trubicové zvony byly sice na albu použity, ale Oldfield je nazval jako „dlouhé tenké kovové visací trubky“ („long thin metallic hanging tubes“), aby tak předešel použití výrazu „tubular bells“. Že existovala mezi Oldfieldem a Bransonem jakási bariéra, potvrzuje i urážka Bransona přibližně ve 47. minutě alba, kdy poměrně nepostřehnutelně zazní v morseovce věta „Fuck off RB“.

## Skladby
1. „Amarok“ (Oldfield) – 60:02

Oficiálně se jedná o jedinou skladbu, nicméně i její jednotlivé části mají své názvy:
| Název                 | Začátek | Název                | Začátek |
| --------------------- | ------- | -------------------- | ------- |
| Fast Riff Intro       | 0:00    | Intro Reprise 2      | 29:27   |
| Intro                 | 2:32    | Big Roses            | 32:07   |
| Climax I - 12 Strings | 5:46    | Green Green          | 33:13   |
| Soft Bodhran          | 6:18    | Slow Waltz           | 34:24   |
| Rachmaninov I         | 7:20    | Lion Reprise         | 36:04   |
| Soft Bodhran 2        | 8:35    | Mandolin Reprise     | 37:05   |
| Rachmaninov II        | 9:29    | TV am/Hoover/Scot    | 37:47   |
| Roses                 | 9:56    | Fast Riff Reprise    | 39:50   |
| Reprise I - Intro     | 10:42   | Boat Reprise         | 42:22   |
| Scot                  | 12:45   | 12 Rep / Intro Waltz | 43:32   |
| Didlybom              | 13:16   | Green Reprise        | 44:12   |
| Mad Bit               | 15:00   | Africa I: Far Build  | 44:46   |
| Run In                | 15:56   | Africa I: Far Dip    | 48:00   |
| Hoover                | 16:11   | Africa I: Pre Climax | 48:46   |
| Fast Riff             | 18:00   | Africa I: 12 Climax  | 49:32   |
| Lion                  | 19:57   | Africa I: Climax I   | 50:24   |
| Fast Waltz            | 21:57   | Africa II: Bridge    | 51:00   |
| Stop                  | 23:42   | Africa II: Riff      | 51:17   |
| Mad Bit 2             | 24:33   | Africa II: Boats     | 51:34   |
| Fast Waltz 2          | 24:46   | Africa II: Bridge II | 51:52   |
| Mandolin              | 25:06   | Africa II: Climax II | 52:10   |
| Intermission          | 26:07   | Africa III: Baker    | 54:22   |
| Boat                  | 26:23   |                      |         |

## Obsazení
- Mike Oldfield – akustická baskytara, akustická kytara, banjo, basová kytara, hvízdání, bouzouki, zvonečkový strom, bodhrán, cabasa, klasická kytara, elektrická kytara, varhany Farfisa, Lowrey a Vox, flamenko kytara, zvonkohra, brumle, marímbula, mandolína, marimba, melodica, northrumbijské dudy, tin whistle, perkuse, piano, psaltérium, rototom, elektrický sitar, spinet, syntezátory, tympány, trubicové zvony, dvanáctistrunná kytara, ukulele, housle, vokály, wonga box, dřevěný klacek, pejsek (hračka), židle, pohvizdování, kopance do balónu, lžičky, hvizdy rozhodčího, nehty, Panova flétna, sklenice vody, ladička na kytaru, dveře, facka, kartáček na zuby a zuby, falešné rádio, nářadíčko leteckého modeláře, sklíčko, kladivo a kbelík, falešný ohňostroj
- Janet Brown – hlas Margaret Thatcherové
- Jabula – africký sbor, perkuse
- Paddy Moloney – tin whistle
- Clodagh Simmonds, Bridget St John – vokály